# Modelhelikopter

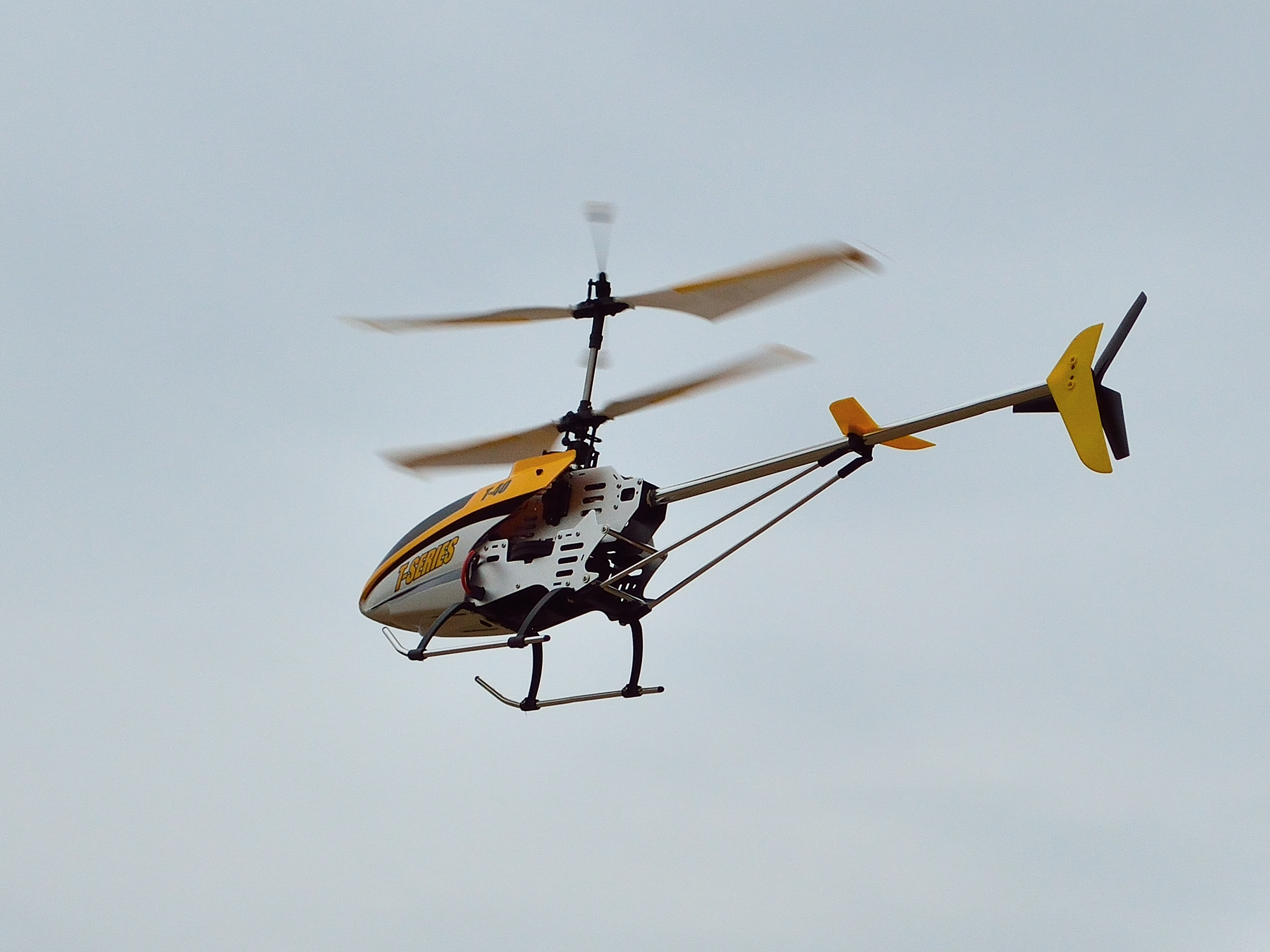
Modelhelikopter, MJX T-Series T40 met twee rotoren

Een modelhelikopter is een kleine helikopter, die radiografisch wordt bestuurd .
Het vliegen met een modelheli vergt oefening. Afhankelijk van de tijd die men in deze hobby steekt, kan het enige jaren duren om op een redelijk niveau te kunnen vliegen. De prijzen van de modellen variëren van enkele tientjes voor de zeer eenvoudige tot enkele duizenden euro's voor de grotere gecompliceerde modellen. Wie overweegt om serieus het vliegen te leren wordt geadviseerd een gevorderde vlieger of bouwer om raad te vragen. Er zijn in Nederland enkele modelheli-vliegscholen. De meeste zijn commercieel. Let er op dat een vliegschool is erkend door de KNVVL. Tegenwoordig is een simulator een hulpmiddel dat de kans op een crash behoorlijk verkleint. Een goede simulator is rond de 200 a 240 euro te koop.
Een modelhelikopter wordt vrijwel altijd bediend met radiografische besturing, vroeger, in de beginperiode van de ontwikkeling van de modelheli waren er ook modellen die met behulp van een kabel worden bestuurd. Een modelhelikopter wordt aangedreven door een elektro- of verbrandingsmotor, meestal met methanol of benzine. Er zijn ook modelheli's aangedreven met een gasturbine. Een elektroheli beschikt over een accu. De modellen variëren in grootte vanaf ca. 1 meter tot 3 m rotordiameter.